# Partymobile
Partymobile es el tercer álbum de estudio de la cantante canadiense PartyNextDoor. Fue lanzado el 27 de marzo de 2020 por OVO Sound y Warner Records.

## Lanzamiento y promoción
En noviembre de 2019, PartyNextDoor anunció que su tercer álbum de estudio se lanzaría en enero de 2020. Luego, el lanzamiento del álbum se retrasó hasta febrero. El álbum se retrasó por segunda vez antes de ser lanzado a los servicios de transmisión el 27 de marzo de 2020.

## Desempeño comercial
Partymobile debutó en el número ocho en la lista US Billboard 200, ganando 50,000 unidades equivalentes a álbumes en su primera semana. Este se convirtió en el segundo debut entre los diez primeros de Party en Estados Unidos.

## Listado de canciones
Créditos adaptados de Tidal.
| Listado de canciones de Partymobile |                                       |                                                                               |                                   |          |  |
| N.º                                 | Título                                | Escritor(es)                                                                  | Productor(es)                     | Duración |  |
| 1.                                  | «Nothing Less»                        | Jahron Anthony Brathwaite, Carl McCormick y Shane Lindstrom                   | Cardiak y Murda Beatz             | 3:29     |  |
| 2.                                  | «Turn Up»                             | Brathwaite, McCormick, Lindstrom e Ini Kamoze                                 | Cardiak y Murda Beatz             | 3:29     |  |
| 3.                                  | «The News»                            | Brathwaite, Andre Robertson y Jon Hoskins                                     | Bizness Boi y Hoskins             | 4:27     |  |
| 4.                                  | «Split Decision»                      | Brathwaite y Alex Lustig                                                      | Alex Lustig                       | 3:06     |  |
| 5.                                  | «Loyal» (con Drake)                   | Brathwaite, Aubrey Graham, D'andre Moore-Jackson, Noah Shebib y Joshua Parker | Dregotjuice, 40 y OG Parker       | 3:17     |  |
| 6.                                  | «Touch Me»                            | Brathwaite, Eliot Dubock y Ozan Yildirim                                      | Beat Bucha y OZ                   | 3:47     |  |
| 7.                                  | «Trauma»                              | Brathwaite, Matthew Burns y John Mitchell                                     | Burns                             | 2:51     |  |
| 8.                                  | «Showing You»                         | Brathwaite, Miguel Curtidor, Zach Perry y David Hughes                        | Danny Wolf, Ekzakt y Prep         | 4:47     |  |
| 9.                                  | «Eye on It»                           | Brathwaite, Anton Kuehl-Joergensen y Lazaro Valenzuela                        | Asoteric y Zaro Vega              | 3:33     |  |
| 10.                                 | «Believe It» (con Rihanna)            | Brathwaite, Robyn Fenty, Robertson, McCormick y Eric Dugar                    | Bizness Boi, Cardiak y Ninetyfour | 3:03     |  |
| 11.                                 | «Never Again»                         | Brathwaite, Lustig y Shebib                                                   | Lustig                            | 3:53     |  |
| 12.                                 | «PGT»                                 | Brathwaite, Dominique Laing, Luke Crowder y Rafael Brown                      | T3K, Luke Crowder y Audio Anthem  | 3:13     |  |
| 13.                                 | «Another Day»                         | Brathwaite, McCormick y Lindstrom                                             | Cardiak y Murda Beatz             | 2:32     |  |
| 14.                                 | «Savage Anthem»                       | Brathwaite, Andrew Cedar, Jason Boyd y Shebib                                 | Cedar y 40                        | 6:16     |  |
| 15.                                 | «Loyal» (remix con Drake y Bad Bunny) | Brathwaite, Graham, Benito Martínez, Moore-Jackson, Shebib y Parker           | Dregotjuice, 40 y Parker          | 4:41     |  |
| 56:24                               |                                       |                                                                               |                                   |          |  |

Notas
- Todos los títulos de las canciones están estilizados en mayúsculas. Por ejemplo, "Loyal" se estiliza como "LOYAL".
- "Savage Anthem" cuenta con voces adicionales de Poo Bear.

## Posicionamiento en listados
| Lista (2020)                            | Mejor posición |
| --------------------------------------- | -------------- |
| Australia (ARIA)                        | 22             |
| Austria (Ö3 Austria)                    | 38             |
| Bélgica (Ultratop flamenca)             | 14             |
| Bélgica (Ultratop valona)               | 48             |
| Canadá (Billboard Canadian Albums)      | 3              |
| Dinamarca (Hitlisten)                   | 14             |
| Países Bajos (Album Top 100)            | 17             |
| Estonia (Eesti Tipp-40)                 | 24             |
| Francia (SNEP)                          | 29             |
| Alemania (Offizielle Top 100)           | 56             |
| Irlanda (OCC)                           | 29             |
| Italia (FIMI)                           | 74             |
| Lituania (AGATA)                        | 18             |
| Nueva Zelanda (RMNZ)                    | 27             |
| Noruega (VG-lista)                      | 8              |
| Suecia (Sverigetopplistan)              | 18             |
| Suiza (Schweizer Hitparade)             | 19             |
| Reino Unido (UK Albums Chart)           | 7              |
| Estados Unidos (Billboard 200)          | 8              |
| Estados Unidos (Top R&B/Hip-Hop Albums) | 4              |

| Lista (2020)                                      | Positción |
| ------------------------------------------------- | --------- |
| Estados Unidos Top R&B/Hip-Hop Albums (Billboard) | 92        |